# Alejandro Castro Fernández
Alejandro Castro Fernández (ur. 27 lutego 1979 w Mieres) – hiszpański piłkarz występujący na pozycji pomocnika.

## Statystyki klubowe
| Sezon   | Klub                | Kraj      | Liga               | Mecze | Bramki | Puchar krajowe | Mecze | Bramki |
| ------- | ------------------- | --------- | ------------------ | ----- | ------ | -------------- | ----- | ------ |
| 1997/98 | Valencia B          | Hiszpania | Segunda División B | 14    | 1      | –              | –     | –      |
| 1998/99 | Valencia B          | Hiszpania | Segunda División B | 22    | 3      | –              | –     | –      |
| 1998/99 | Valencia CF         | Hiszpania | Primera División   | 2     | 0      | Puchar Króla   | 2     | 0      |
| 1999/00 | Valencia B          | Hiszpania | Segunda División B | 28    | 4      | –              | –     | –      |
| 2000/01 | CD Numancia         | Hiszpania | Regional           | 39    | 17     | –              | –     | –      |
| 2001/02 | Valencia B          | Hiszpania | Segunda División B | 39    | 17     | –              | –     | –      |
| 2001/02 | Valencia CF         | Hiszpania | Primera División   | 1     | 0      | –              | –     | –      |
| 2002/03 | Celta Vigo          | Hiszpania | Primera División   | 1     | 0      | Puchar Króla   | 1     | 0      |
| 2002/03 | Albacete Balompié   | Hiszpania | Segunda División   | 21    | 7      | –              | –     | –      |
| 2003/04 | Celta Vigo          | Hiszpania | Primera División   | 12    | 2      | Puchar Króla   | 4     | 2      |
| 2004/05 | Celta Vigo          | Hiszpania | Segunda División   | 38    | 12     | Puchar Króla   | 1     | 0      |
| 2005/06 | Deportivo Alavés    | Hiszpania | Primera División   | 32    | 0      | –              | –     | –      |
| 2006/07 | Deportivo Alavés    | Hiszpania | Segunda División   | 31    | 3      | Puchar Króla   | 1     | 0      |
| 2007/08 | Gimnàstic Tarragona | Hiszpania | Segunda División   | 35    | 6      | Puchar Króla   | 1     | 0      |
| 2008/09 | Gimnàstic Tarragona | Hiszpania | Segunda División   | 32    | 6      | –              | –     | –      |
| 2009/10 | Elche CF            | Hiszpania | Segunda División   | 9     | 3      | Puchar Króla   | 1     | 0      |
| 2010/11 | Girona FC           | Hiszpania | Segunda División   | 42    | 11     | –              | –     | –      |
| 2011/12 | Girona FC           | Hiszpania | Segunda División   | 38    | 9      | Puchar Króla   | 1     | 0      |
| 2012/13 | Girona FC           | Hiszpania | Segunda División   | 35    | 8      | Puchar Króla   | 1     | 0      |
| 2013/14 | Girona FC           | Hiszpania | Segunda División   | 32    | 7      | Puchar Króla   | 3     | 1      |
| 2014/15 | Girona FC           | Hiszpania | Segunda División   | 21    | 1      | Puchar Króla   | 2     | 0      |
| 2015/16 | Huracán Valencia CF | Hiszpania | Segunda División B | 18    | 2      | Puchar Króla   | 2     | 0      |
| 2015/16 | Cádiz CF            | Hiszpania | Segunda División B | 15    | 1      | Puchar Króla   | 1     | 0      |

Stan na: 26 lipca 2016 r.